# Asociación de Congresos y Convenciones Internacionales
La Asociación de Congresos y Convenciones Internacionales, ICCA por sus siglas en inglés (International Congress and Convention Association) fue fundada en 1963 por un grupo de agentes de viajes con el objetivo de intercambiar información sobre congresos y convenciones internacionales.
Sus oficinas centrales están situadas en Ámsterdam, Países Bajos. La ICCA es una asociación comercial sin ánimo de lucro cuyo principal propósito es el de ser la comunidad global de la organización de congresos que permita a sus miembros adquirir y mantener una ventaja competitiva significativa.
Tiene casi 1.000 miembros repartidos en unos 90 países alrededor del mundo. Estos miembros se clasifican en diferentes sectores según el tipo de empresa, como pueden ser: marketing de destino, organización de eventos, asesoramiento en eventos, transporte, lugar de reunión y miembros honorarios. Las empresas y organizaciones que forman parte de la asociación y que están situadas en la misma área geográfica se dividen en divisiones. Las divisiones son:
División Africana, Asia Pacífico, Europea Central, Francia-Benelux, Ibérica, Latinoamericana, Mediterráneaa, Oriente Medio, Norteamericana, Escandinava y Reino Unido/Irlanda. El propósito para el que se dividen los miembros en sectores y divisiones es el de permitir el contacto networking entre miembros que tienen ciertos aspectos en común y así reforzar sus actividades comerciales en la industria de la que forman parte.
La ICCA pertenece a las siguientes organizaciones globales: Consejo para la Industria de Convenciones (CIC), Consejo para la Industria de Reuniones (JMIC), Organización Mundial del Turismo (OMT) y la Unión de Asociaciones Internacionales (UIA). La asociación tiene ahora una red internacional de proveedores que están al servicio de la industria de congresos internacionales.